# Jean-Paul Coche
Jean-Paul Coche (* 25. Juli 1947 in Nizza) ist ein ehemaliger französischer Judoka. Er gewann 1972 eine olympische Bronzemedaille.

## Sportliche Karriere
Der 1,74 m große Coche war 1970, 1974 und 1976 Landesmeister im Mittelgewicht, 1968, 1973, 1974 und 1975 siegte er in der offenen Klasse. International trat Coche ausschließlich im Mittelgewicht an, der Gewichtsklasse bis 80 Kilogramm.
1966 war Coche Dritter der Junioreneuropameisterschaften, 1968 belegte er den zweiten Platz. Bei den Judo-Weltmeisterschaften 1969 belegte er den fünften Platz, nachdem er gegen den Japaner Katsuya Hirao im Poolfinale und gegen den Niederländer Martin Poglajen im Kampf um die Bronzemedaille verloren hatte. 1972 besiegte Coche im Finale der Europameisterschaften in Voorburg Guram Gogolauri aus der Sowjetunion. Bei den Olympischen Spielen 1972 in München unterlag er nach zwei Siegen dem Briten Brian Jacks. In der Hoffnungsrunde besiegte Coche den Deutschen Gerd Egger und Guram Gogolauri und erreichte damit das Halbfinale. Dort unterlag er dem Südkoreaner Oh Seung-lip.
1974 gewann Coche in London durch einen Finalsieg über den Polen Antoni Reiter seinen zweiten Europameistertitel. Bei den Judo-Weltmeisterschaften 1975 in Wien unterlag er dem Japaner Shōzō Fujii im Halbfinale, gewann aber den Kampf um die Bronzemedaille gegen Alexei Wolossow aus der Sowjetunion. 1976 besiegte Coche im Finale der Europameisterschaften in Kiew den Polen Adam Adamczyk. Bei den Olympischen Spielen 1976 in Montreal schied Coche in seinem zweiten Kampf gegen Fred Marhenke aus der Bundesrepublik Deutschland aus.